# Saturday's Children (1940)
Saturday's Children is een Amerikaanse dramafilm uit 1940 onder regie van Vincent Sherman. Het scenario is gebaseerd op het gelijknamige toneelstuk uit 1927 van de Amerikaanse auteur Maxwell Anderson.

## Verhaal
Bobby Havely wordt verliefd op de jonge uitvinder Rims Rosson. Hij wil snel rijk worden met een plan om zijde te maken van hennep. Bobby wordt omgepraat om Rims tot een huwelijk te forceren. Wanneer ze op het punt staan te scheiden, zien ze in dat het leven meer is dan materiële welvaart alleen.

## Rolverdeling
| Acteur           | Personage       |
| ---------------- | --------------- |
| John Garfield    | Rims Rosson     |
| Anne Shirley     | Bobby Havely    |
| Claude Rains     | Mijnheer Havely |
| Roscoe Karns     | Willie Sands    |
| Lee Patrick      | Florrie Sands   |
| Dennie Moore     | Gertrude Mills  |
| George Tobias    | Herbert Smith   |
| Elisabeth Risdon | Mevrouw Havely  |
| Berton Churchill | Mijnheer Norman |